# Maria Dragomiroiu
Maria Dragomiroiu (n. 11 iulie 1955, Marcea, Vâlcea) este o interpretă de muzică populară din România. A absolvit Liceul Ion Luca Caragiale din București. Având o voce deosebită, cu un amplu registru vocal și fiind posesoarea unei tehnici excelente, de solistă de muzică clasică, Maria Dragomiroiu a fost comparată, mai ales la începutul carierei, doar cu Maria Tănase, doamna cântecului popular românesc. Din anul 1972 locuiește în București. În anul 2006 a absolvit Facultatea de Muzică Spiru Haret. A fost angajată ca solistă a Orchestrei Alunelul Teleorman (1983-1985) solistă a Orchestrei  Vâlceanca din Râmnicu Vâlcea (1985-1989) și Ansamblul Calusul din Scornicești (1989) solistă a Orchestrei Doina Argeșului din Pitești (1990-1993).

## Discografie
- Floricică de pe coastă - 1983
- Maria Dragomiroiu - 1985
- Maria Dragomiroiu - 1987
- Maria Dragomiroiu - 1988
- Of, lume, cum ești făcută - 1990
- Viața-i un noroc - 1994
- Lume dragă - 1996
- Omule, om bun să fii - 1997
- Cine iubește și lasă - 1997
- Doamne, multe trag - 1998
- Dragoste, otravă dulce - 1999
- Cântecul și dragostea - 2002
- Viață, viață - 2003
- Cântece de petrecere - Mai întoarce, Doamne, roata - 2004
- Inimă - 2006
- Cântece de petrecere, volumul 2, Așa trec zilele mele - 2006
- De la suflet. Cântece de petrecere - 2009
- Femeia este trandafir-2013 dublu album

## Premii și distincții
Președintele României Ion Iliescu i-a conferit artistei Maria Dragomiroiu la 7 februarie 2004 Ordinul Meritul Cultural în grad de Comandor, Categoria D - "Arta Spectacolului", „în semn de apreciere a întregii activități și pentru dăruirea și talentul interpretativ pus în slujba artei scenice și a spectacolului”.  Cetățean de onoare al Municipiului București din decembrie 2019.